# Bàbinka
Bàbinka (en rus: Бабинка) és un poble (un possiólok) de l'óblast de Vorónej, a Rússia, segons el cens del 2010 tenia 18 habitants.